# Leezdorf
Leezdorf ist eine Gemeinde mit 1808 Einwohnern in der Samtgemeinde Brookmerland im Landkreis Aurich in Ostfriesland.

## Geschichte
Leezdorf gehört zu den jüngsten Gemeinden des Brookmerlandes. Erst 1765, nachdem das „Urbarmachungsgesetz“ eine intensive Besiedlung möglich machte, zogen die ersten Moorkolonisten in den neu entstandenen Ort.
Im Herbst 1793 kam es bei Leezdorf nach einem sehr regenreichen Sommer mit starken Niederschlägen zu einem Moorausbruch. Dabei wurden rund 57 Hektar zum Teil schon kultivierter bzw. zur Kultivierung abgegrabene Moorfläche verschüttet.
1869 wurde Leezdorf schließlich selbständig, indem es auf Antrag von Osteel abgezweigt wurde und der Gemeinderat seine Zustimmung gegeben hatte. Auch der Oberpräsident der Provinz Hannover genehmigte dieses Verfahren und Leezdorf wurde mit einer Bekanntmachung im Amtsblatt am 20. April 1869 zu einer „selbstständigen politischen Gemeinde“ erklärt.
Im Gegensatz zu vielen anderen Dörfern entstand in Leezdorf eine Streusiedlung, was sich auch heute noch in der Siedlungsstruktur erkennen lässt. Inzwischen gibt es jedoch einen Ortskern mit einem großen Marktplatz, um den herum regelmäßig Dorf- und Mühlenfeste stattfinden (Leezdorfer Mühle).

## Politik

### Gemeinderat
Der Rat der Gemeinde Leezdorf besteht aus elf Ratsfrauen und Ratsherren. Dies ist die festgelegte Anzahl für die Mitgliedsgemeinde einer Samtgemeinde mit einer Einwohnerzahl von 1001 bis zu 2000 Einwohnern. Die elf Ratsmitglieder werden durch eine Kommunalwahl für jeweils fünf Jahre gewählt. Die laufende Amtszeit begann am 1. November 2021 und endet am 31. Oktober 2026.
Die letzte Kommunalwahl vom 12. September 2021 ergab das folgende Ergebnis:
| Partei                            | Anteilige Stimmen | Anzahl Sitze |
| --------------------------------- | ----------------- | ------------ |
| SPD                               | 44,9 %            | 5            |
| Brookmer Wählergemeinschaft (BWG) | 25,17 %           | 3            |
| CDU                               | 10,75 %           | 1            |
| Bündnis 90/Die Grünen             | 6,45 %            | 1            |
| Moin                              | 12,74 %           | 1            |

Die Wahlbeteiligung bei der Kommunalwahl 2021 lag mit 57,74 % geringfügig über dem niedersächsischen Durchschnitt von 57,1 %. Zum Vergleich – die Wahlbeteiligung bei der Kommunalwahl 2016 lag mit 52,9 Prozent knapp unter dem niedersächsischen Durchschnitt von 55,5 Prozent. Bei der vorherigen Kommunalwahl vom 10. September 2011 lag die Wahlbeteiligung bei 52,05 Prozent.

### Bürgermeister
Bürgermeisterin  in Leezdorf ist Gisela Riesebeck.

### Wappen
| Wappen von Leezdorf | Blasonierung: „In Blau über drei zwei zu eins gestellten sechszackigen goldenen Sporenrädlein fächerförmig drei goldene Rohrkolben.“ |
| Wappen von Leezdorf | Wappenbegründung: Die Rohrkolben erinnern an das Moor, die drei Sporenrädlein verweisen auf die Zugehörigkeit zum Norderland.        |